# Tamaria obstipa
Tamaria obstipa is een zeester uit de familie Ophidiasteridae.
De wetenschappelijke naam van de soort werd in 1942 gepubliceerd door Fred C. Ziesenhenne.